# Собор Порт-о-Пренса
Собор Вознесения Девы Марии (фр. Cathédrale Notre-Dame de L'Assomption), часто называемый также Собор Порт-о-Пренса (фр. Cathédrale de Port-au-Prince) — собор в столице Республики Гаити Порт-о-Пренсе, значительно пострадавший во время Землетрясения 12 января 2010 года.
Собор строился с 1884 по 1914 год, освящён 13 декабря 1928 и с тех пор был кафедральным собором Римско-католической архиепархии Порт-о-Пренса.
Купол северной башни Собора служил одним из двух маяков в гавани Порт-о-Пренса.
Во время землетрясения 12 января 2010 года крыша храма и башни, обрамляющие главный вход, были разрушены, но стены собора устояли. Также была разрушена резиденция архиепископа, погиб архиепископ Жозеф Серж Мио (фр. Joseph Serge Miot)